# Polyprion oxygeneios
Polyprion oxygeneios är en fiskart som först beskrevs av Schneider och Forster, 1801.  Polyprion oxygeneios ingår i släktet Polyprion och familjen vrakfiskar. Inga underarter finns listade i Catalogue of Life.